# Juchten und Lavendel
Juchten und Lavendel (Untertitel: Ein Singspiel in vier Bildern) ist ein heiteres Singspiel, mit Musik von Bernhard Eichhorn und Texten von Helmut Käutner und Kurd E. Heyne.

## Veröffentlichung
Das Stück wurde am 25. Dezember 1937 in Leipzig uraufgeführt, die Partitur erschien ebenfalls 1937 im Neuen Theater-Verlag Berlin. Heynes Name wurde allerdings weder bei der Veröffentlichung noch bei der Uraufführung genannt, da er zu diesem Zeitpunkt schon aus der Reichsschrifttumskammer ausgeschlossen war. Im Jahr darauf emigrierte er in die Schweiz.

## Handlung
Die Wiedergabe der Handlung folgt der Verfilmung von 1958:
Die Geschichte spielt in London im Jahr 1840, wenige Tage vor der Hochzeit von Königin Viktoria und Prinz Albert: Der Modehändler Smiling führt zusammen mit seiner langjährigen Verlobten Miss Quickly die Londoner Filiale des Modehauses Keep & Smiling, sein Geschäftspartner Keep leitet die Filiale in Paris. Aus dem Juweliergeschäft gegenüber wurde vor Kurzem ein Collier gestohlen, das an eine Dame aus Paris verkauft werden sollte, die es bei der königlichen Hochzeitsfeier tragen wollte. Eben diese Dame ist schon unterwegs nach London und hat nun bei Smiling ein Kleid für die Hochzeit bestellt. Damit sie nicht selbst zur Anprobe kommen muss, schickt Keep an Smiling eine Wachspuppe, die genau der Figur der Dame entspricht. Zudem kündigt Keep seinen eigenen Besuch an.
Smiling und Quickly haben mit ihrer anspruchsvollen Kundschaft alle Hände voll zu tun, so etwa mit Sir Archibald und seiner Geliebten Lady Gloria, die sich im Laden von Models die neuesten Kreationen vorführen lässt. Währenddessen wurde Ann, eine Angestellte des Juweliers gegenüber, von ihrem Chef hinausgeworfen, weil er sie verdächtigt, das Collier gestohlen zu haben. Sie ist davon so erschüttert, dass sie auf der Straße beinah ohnmächtig wird. Der Bildhauer Tom kommt des Wegs und führt sie in Smilings Laden, wo sie, umsorgt von Miss Quickly, sich erholen kann.
Durch eine Unachtsamkeit von Lady Gloria fällt der Kopf der Wachspuppe herunter und zerbricht; sie beauftragt Tom, einen neuen anzufertigen. Ann steht ihm dafür Modell – die beiden haben sich inzwischen sehr ineinander verliebt. Als Ann und Tom die reparierte Puppe aufstellen, findet Ann (von Tom unbemerkt) das gestohlene Collier im Kopf der Puppe. Sie hält nun Tom für den Dieb und will nichts mehr mit ihm zu tun haben.
Tage später: Das Kleid ist fertig und wird auf der Puppe im Schaufenster ausgestellt. Tom verzweifelt vor Sehnsucht nach Ann und klaut die Puppe, um wenigstens Anns Ebenbild bewundern zu können. Er bringt sie aber zurück, und der gerade am Laden anwesende Polizist glaubt nun, Ann und Tom hätten den Diebstahl gemeinsam geplant. Doch dann kommt Lady Gloria hinzu und der Diebstahl klärt sich auf: Sie ist gar keine Lady, sondern eine Diebin aus Paris. Sie hat den Schmuck im Kopf der Puppe versteckt, um ihn beim Rücktransport der Puppe nach Frankreich zu schmuggeln. Dies gibt sie Tom gegenüber zu, doch der Polizist hört das Gespräch heimlich mit und nimmt sie fest. Auch der angebliche Mister Keep entpuppt sich als Polizist aus Paris, der unter falschem Namen Gloria verfolgt hat.
Ann und der vom Diebstahlsvorwurf entlastete Tom versöhnen sich und wollen bald heiraten. Und auch Smiling gibt sich einen Ruck und heiratet Miss Quickly, worauf diese so lange gewartet hat, schon in acht Tagen, am Tag der königlichen Hochzeit zwischen Viktoria und Albert.

## Verfilmung
Der NDR produzierte unter der Regie von John Olden eine Fernsehfassung des Singspiels, die am 22. März 1958 zum ersten Mal ausgestrahlt wurde. Es spielte das Tanz- und Unterhaltungsorchester des NDR, geleitet vom Komponisten selbst, und es sang ein Doppelquartett des NDR-Rundfunkchors unter der Leitung von Otto Franze. Die Choreografie der Tanzszenen stammte von Kurt Jakob. Die Besetzung der Fernsehinszenierung war:
- Sir Archibald: Albrecht Schönhals
- Lady Gloria: Sigrid Marquardt
- Keep: Hermann Lenschau
- Smiling: Hans Reiser
- Quickly: Elfriede Ott
- Tom: Ernst Stankovski
- Ann: Frances Martin
- Polizist: Theo Herrmann
- Madame Keep: Anneliese Born
- Juwelier: Max Aust
- Die Mamsells: Christa Bachert, Renate Beyreitz, Roswitha Völz, Iris Will
- Die Dandies: Alexander Gildo, Helmut Ketels, Werner Lipowski, Günter Naroska
- Die vier Modelle: Christine Teelen, Erica Lihn, Roswitha Völz, Charlotte Linow